# 張瓛 (弘治進士)
張瓛（1465年—？），字汝敬，四川成都右衛军籍郫县人，明朝政治人物。

## 生平
四川鄉試第二十三名舉人。弘治十二年（1499年）中式己未科會試第二百六十五名，三甲第一百四十一名進士。授知縣，正德三年（1508年）十月选授河南道试監察御史。

## 家族
曾祖张仕忠；祖张鑑；父张道真。母馬氏，继母阎氏。永感下。